# Pavel Callta
Pavel Callta (Česká Lípa, 12 de febrero de 1989) es un cantante, compositor y letrista checo. En junio de 2015 lanzó su álbum de debut llamado ‘Momentos’ (Momenty) y fue premiado con un disco de platino. En noviembre de 2018 lanzó su segundo álbum de autor ‘Componente’ (Součást) y fue premiado con un disco de oro. En paralelo lanzó la canción ‘No me olvides’ (Nezapomeň). En 2018 compitió en la ronda checa de la competición Eurovision Song Contest con la canción Never Forget, donde terminó en primeros seis mejores posiciones. En octubre de 2019 publicó un libro autobiográfico de nombre ‘Mis momentos’ (Moje momenty) publicado por la editorial Albatros.

## Biografía
Pavel Callta nació el 12 de febrero de 1989 en el norte de Bohemia en la ciudad Česká Lípa, donde vivió los primeros 18 años de su vida. Se graduó en una escuela secundaria especializada en Economía Y Lenguas Extranjeras e ingresó el Conservatorio de Jaroslav Ježek en septiembre de 2009, que abandonó después de menos de un año, dado que también estudiaba en la Universidad de Medios de Comunicación y Periodismo.
Comenzó a hacer la música ya en su infancia porque toda su familia estaba interesada en la música. A los diez años comenzó a tocar el piano y aprendió a tocar la guitarra en un campamento de verano. Desde los quince años cantó con la orquesta de swing en Česká Lípa. Callta también solía nadar por su ciudad natal durante 10 años.

## Trayectoria
Su carrera musical comenzó con los grupos de música Unity y Sweaper en los clubes de Praga. Cuando surgieron problemas familiares en casa, Pavel voló a Egipto para trabajar como delegado y un año después se fue a Turquía como guía y delegado. En otoño de 2010 se fue a eatudiar a los EE. UU. e inmediatamente después de su regreso se fue a Bélgica para estudiar Diseño Gráfico durante medio año. Pavel y su hermano menor, perdieron a sus padres hace varios años.
Comenzó su carrera profesional en 2012 con su primera canción ‘En las estrellas’ (Ve hvězdách) y después con la canción ‘Afortunadamente’ (Naštěstí). Pavel entró en el éter de la radio con la canción Terapeut. En junio de 2015 lanzó su álbum de debut que se llama ‘Momentos’ (Momenty) y fue premiado con un disco de platino. Se madrina es una de las cantantes checas más conocidas, Lucie Bílá. Como el cantante ganó un premio de la competición de la radio checa Evropa 2 del año 2017. Pavel escribió otras canciones como ‘Pelirroja’ (Zrzka), ‘Conectados’ (Propojeni), ‘Lo siento’ (Tak promiň)  o ‘Escribimos nuestro sueño’ (Píšem si svůj sen), dúo con el moderator checo Leoš Mareš. En noviembre de 2018 lanzó la canción ‘Never forget’ y el 23 de noviembre de 2018 su segundo álbum de autor ‘Compomente‘ (Součást) que fue premiado con un disco de oro.
En abril de 2019, en unas pocas horas, escribió un dúo titulado ‘Dejar soplar el viento’ (Nechat vítr vát) que cantó con la cantante checa Marta Jandová, y que se convirtió en la canción de apertura de Avon en marzo de 2019. Su primer libro, "My Moments", se publicó en octubre de 2019 en Albatros. Su  primer libro es un diario auténtico que ha estado escribiendo desde los 14 años. El bautizo del libro fue el 7 de noviembre en el Foro de Karlín, donde Pavel tuvo el concierto más grande de su carrera de hasta ahora con el lanzamiento de su último álbum.

## Discografía

### Álbumes de estudio
- Momenty. 2015
- Součást. 2018